# Игбо
Игбо (понекад називани и Ибо) су један од највећих народа у Африци. Већина Игбоа живи у југоисточној Нигерији, где сачињавају 18% становништва, али се у већем броју могу пронаћи и у Камеруну и Екваторијалној Гвинеји. 
Њихов језик се такође назива Игбо. 
Главне Игбо државе у Нигерији су Анамбра, Абиа, Имо, Ебонуи, и Енугу. 
У неким нигеријским државама као Делта Стате и Ривер Стате Игбои чине 25% становништва. Трагови Игбо културе и језика могу се пронаћи у Крос Ривер и Аква Ибом и Бајелса држави. Игбо језик доминира градовима као што су Онитсха, Аба, Оверри, Енугу, Нсукка, Авка, Умуахиа и Асаба.
Игбои своје корене проналазе у селу Нри, где је племе основао митски Ери око 900. године. Игбои су с временом створили прилично развијену културу па су били једни од првих субсахарских народа који је користио бронзу. Но, тек је долазак Британаца 1870-их и с њима повезани контакти с другим нигеријским народима довео ширења свести од заједничком пореклу међу Игбо племенима. Игбои су такође од свих нигеријских народа показали највише ентузијазма за прихваћање хришћанства и западних обичаја. То је укључивало и неке прилично модерне идеје као што је феминизам, који се године 1929. исказао у тзв. Игбо женском рату.
Након стицања независности Нигерије на видело су изашле све веће етничке напетости између Игбоа на југу и Јоруба и Хауса на северу. Године 1966. су након неуспелог државног удара почели погроми Игбоа у северном делу земље, и њихов егзодус на југ. Године 1967. се под водством пуковника Емека Окујвуа нигеријска Источна Држава с Игбо већином отцепила и прогласила независност као Република Бијафра. То је довело до рата који је завршио победом нигеријских федералних снага године 1970. а током кога је, највише због глади, умрло око милион људи, углавном Игбоа.